# ريتشارد توسي
ريتشارد توسي (18 مايو 1908 – 15 أبريل 1997) عالم فلك أمريكي. يُعد من الرواد في مراقبة الشمس من الفضاء، وقد التقط أول صور لطيف الأشعة فوق البنفسجية للشمس.

## النشأة والتعليم
وُلِد ريتشارد توسي في 18 مايو 1908، في سومرفيل بولاية ماساتشوستس، لأبوين هما كولمان وأديلا هيل توسي. حصل على درجة البكالوريوس من جامعة تافتس عام 1928، ثم الماجستير عام 1929 والدكتوراه عام 1933 في الفيزياء من جامعة هارفارد. وقد أُنجزت أطروحته حول قياس الخصائص البصرية لمعدن الفلوريت عند الطول الموجي 1216 أنغستروم، تحت إشراف الفيزيائي ثيودور لايمان.

## المسيرة المهنية
قام ريتشارد توسي بالتدريس وإجراء الأبحاث في جامعة هارفارد من عام 1933 إلى عام 1936، ثم في جامعة تافتس حتى عام 1941. وبناءً على دعوة من إي. أو. هولبيرت، انضم توسي إلى مختبر الأبحاث البحرية، حيث ركز عمله الأولي على الرؤية الليلية. وباستخدام صواريخ V-2 التي تم الاستيلاء عليها، والتي أصبحت متاحة للأبحاث في ميدان تجارب الصواريخ وايت ساندز، تمكن من قياس أول طيف للأشعة فوق البنفسجية (UV) للشمس.

## الحياة الشخصية
تزوج ريتشارد توسي من روث لوي في عام 1932، وأنجبا معًا ابنة واحدة تُدعى جوانا. كانت العائلة مهتمة بالموسيقى وجمع الآلات الموسيقية. كما قاموا أيضًا بجمع ودراسة أدوات المائدة الفضية العتيقة وصانعيها. وكان ريتشارد عضوًا في نقابة الفضة الأمريكية.

## الوفاة
توفي ريتشارد توسي بسبب الالتهاب الرئوي في 15 أبريل 1997، في مركز مستشفى الأمير جورج بولاية ماريلند.

## الأوسمة
- زميل الجمعية البصرية الأمريكية (1959)[7]
- ميدالية فريدريك إيفس (1960)[8]
- دكتوراه فخرية في العلوم من جامعة تافتس (1961)[4]
- ميدالية هنري درابر (1963)[9]
- ميدالية إدينجتون (1964)[4]
- جائزة المحاضر لهنري نوريس راسيل [4]

## روابط خارجية
- السيرة الذاتية للأكاديمية الوطنية للعلوم